# 羅蘭 (肯塔基州克林頓縣)
羅蘭（英語：Rolan）是位於美國肯塔基州克林頓縣的一個非建制地區。

## 地理
羅蘭所處的海拔為高於海平面279米（即915英呎），而該地所採用的時區為UTC-6，即北美中部時區（CST）。同時該地設有夏令時間，為UTC-6調快一小時，即UTC-5（CDT）。